# フィウメディニージ
フィウメディニージ（イタリア語: Fiumedinisi）は、イタリア共和国シチリア州メッシーナ県にある、人口約1,400人の基礎自治体（コムーネ）。

## 地理

### 位置・広がり
メッシーナ県のコムーネ。県都メッシーナから南西へ24kmの距離にある。

#### 隣接コムーネ
隣接するコムーネは以下の通り。
- アリ
- アリ・テルメ
- イターラ
- マンダニーチ
- メッシーナ
- モンフォルテ・サン・ジョルジョ
- ニッツァ・ディ・シチーリア
- ロッカルメーラ
- サン・ピエール・ニチェート
- サンタ・ルチーア・デル・メーラ